# Dada Masilo
Dada Masilo   (Johannesburg, 21 de febrer de 1985 - 29 de desembre de 2024) va ser una ballarina i coreògrafa sud-africana, coneguda per les seves interpretacions úniques i innovadores dels ballets clàssics. Masilo es va formar en ballet i dansa contemporània, i va fusionar aquestes tècniques amb passos de dansa africana per a crear el seu estil dinàmic.

## Biografia
Masilo va néixer el 21 de febrer de 1985 a Soweto, un barri de Johannesburg. De nena, amb altres noies va formar un grup que ballava als carrers les cançons de Michael Jackson. El grup va ser convidat al festival d'Art i Dansa de lde Newtown, una escola per a trobar i formar joves talents. La seva directora, Suzette Le Sueur, la va convidar a formar-se professionalment i es va convertir en la seva mentora. Masilo va guanyar el reconeixement internacional quan va ballar per a Beatriu I dels Països Baixos als onze anys. Va conèixer el seu primer ballet clàssic en aquell moment, El llac dels cignes de Txaikovski, i es va «enamorar dels tutús i les sabatilles de punta», i l'actuació va provocar el seu interès per la coreografia.
Al voltant dels 15 anys, Masilo va reconèixer ser lesbiana a la seva mare «molt religiosa», que «no ho podia acceptar». Quan se li va preguntar l'any 2022 sobre la seva tendència a centrar-se en «temes polèmics» com l'homofòbia, Masilo va declarar: «Des d'aquell moment, vaig prendre la decisió d'intentar que la gent entengués que era una opció».
Masilo va estudiar a l'Escola Nacional d'Arts de Braamfontein des del 2002. El 2003 va passar a formar-se al Jazzart Dance Theatre de Ciutat del Cap amb Alfred Hinkel, preparant-se per a la formació als Estudis de Recerca i Formació d'Arts Escèniques a Bèlgica a partir de 2005.
Amb formació tant en ballet clàssic com en dansa contemporània, va fusionar aquestes tècniques amb passos de dansa africana per a crear el seu estil. Va transformar els ballets clàssics en «moviments de dansa africana potents» per a explicar històries de personatges moderns que pateixen problemes com la discriminació, la desigualtat i la violència domèstica. Encara que li interessava més el repte personal de la coreografia que les declaracions polítiques, les seves obres sovint abordaven tabús com l'homosexualitat i les relacions racials. Va col·laborar amb William Kentridge, Ann Masina i Gregory Maqoma, entre d'altres.

Masilo va morir inesperadament el 29 de desembre de 2024, als 39 anys, després d'una breu malaltia.

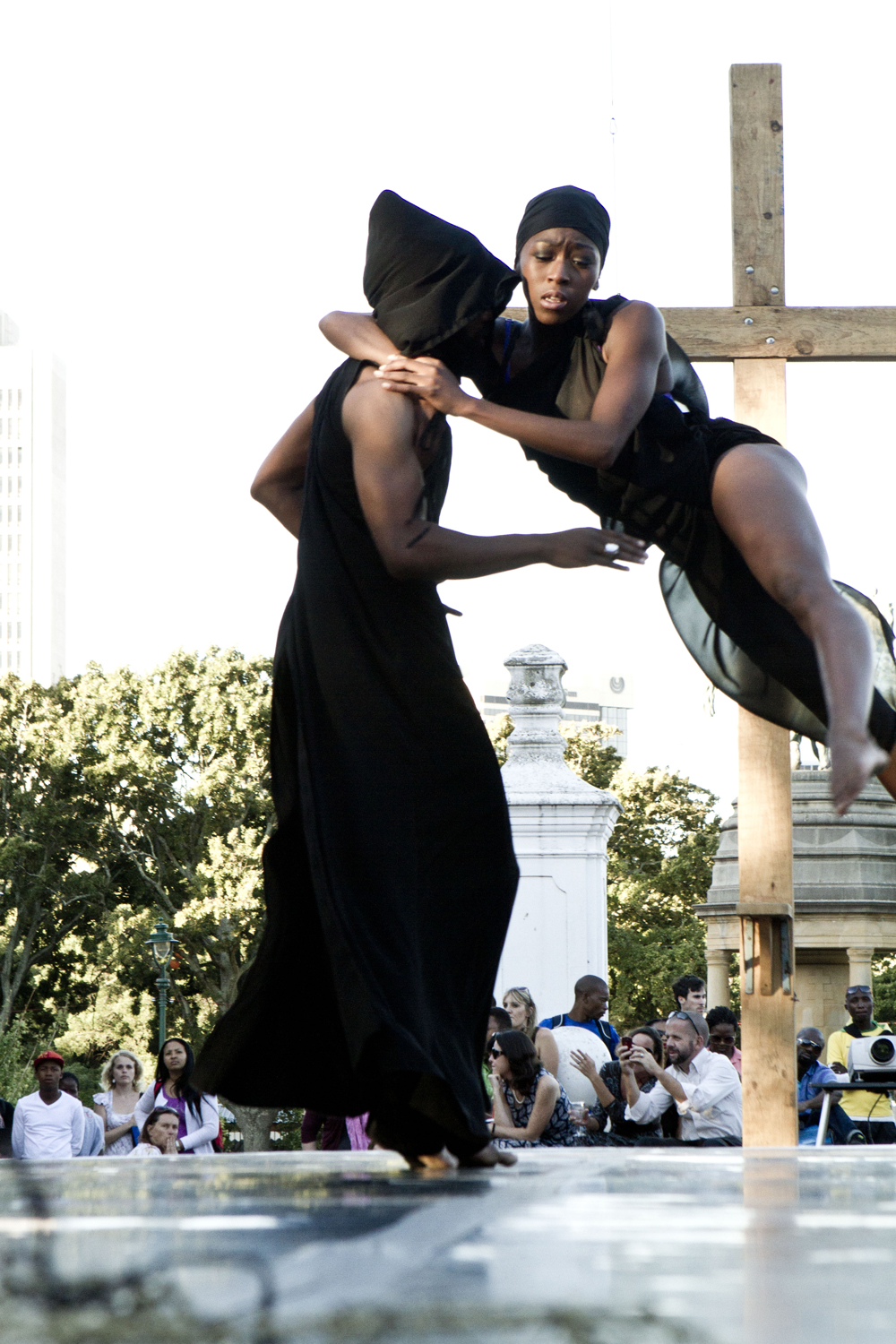
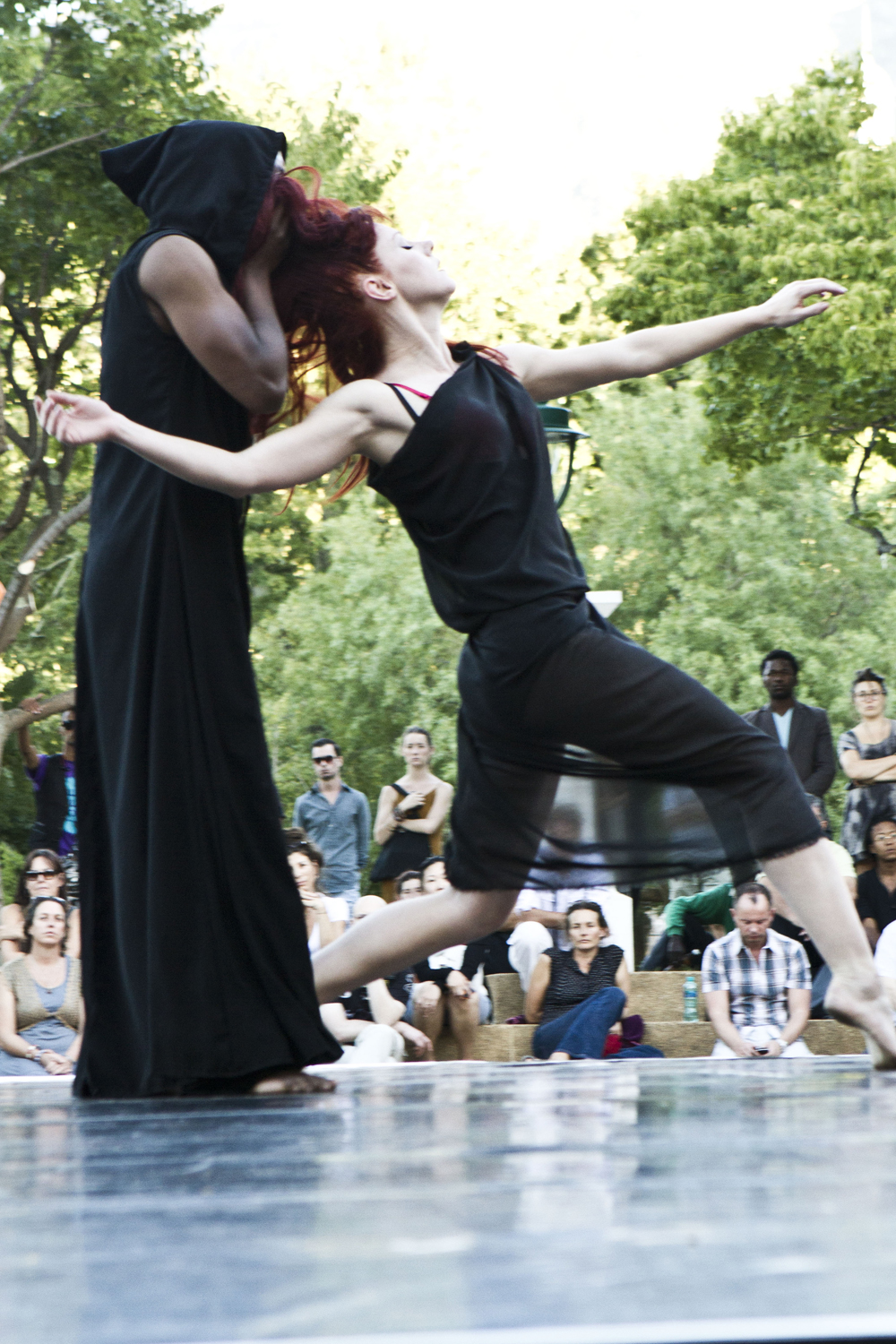
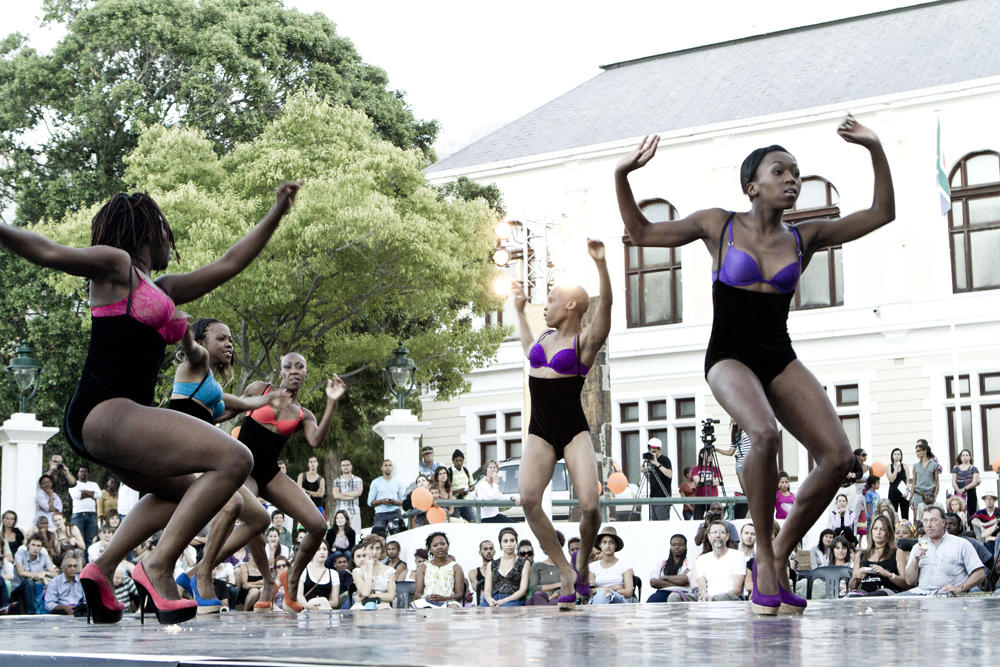

## Obres

### Ballets clàssics
- Romeu i Julieta, 2008[10]
- Carmen, 2009
- El llac dels cignes, 2010
- Giselle, 2017

### Obres originals
- The Bitter End of Rosemary, based on Ofèlia[11]
- Dancing with Dada, 2011[7]
- The Sacrifice a partir La consagració de la primavera de Pina Bausch, 2021[10]